# Ogród Roślin Leczniczych Uniwersytetu Medycznego we Wrocławiu
Ogród Roślin Leczniczych Uniwersytetu Medycznego we Wrocławiu – placówka naukowo-badawcza oraz dydaktyczna, mająca status ogrodu botanicznego. Stanowi część Zakładu Biologii i Botaniki Farmaceutycznej Uniwersytetu Medycznego we Wrocławiu. Podstawowym celem jego działalności jest prowadzenie badań fitochemicznych oraz dotyczących wykorzystywania roślin w lecznictwie.
Organizacyjnie ogród jest podzielony na 6 działów naukowych:
- alpinarium (dział roślin górskich)
- arboretum
- dział eksperymentalny (roślin dalekowschodnich) – prowadzi badania nad aklimatyzacją gatunków z Dalekiego Wschodu
- dział roślin tropikalnych i subtropikalnych (szklarnie)
- dział surowców zielarskich i przypraw
- dział systematyki

Ogród powstał w 1946 roku z inicjatywy profesora botaniki – Józefa Mądalskiego. Jest on zlokalizowany na terenie dawnej posesji doktora botaniki – Paula Rüstera. Obecnie ogród wraz z willą znajdującą się na jego terenie są wpisane do rejestru zabytków (nr rej.: A/1388/593/Wm z 28.12.2000).
Zwiedzanie ogrodu jest możliwe po wcześniejszym uzgodnieniu terminu z jego administracją.

## Rośliny
W ogrodzie uprawianych jest około 1900 gatunków i odmian roślin (w tym około 400 w szklarniach o powierzchni 350 m²).
Na terenie ogrodu znajduje się także fragment 150-letniego łęgu oraz 5 pomników przyrody: lipa srebrzysta (Tilia tomentosa), wiązowiec zachodni (Celtis occidentalis), wiąz szypułkowy (Ulmus laevis), topola czarna (Populus nigra) i grujecznik japoński (Cercidyphyllum japonicum).

### Rośliny chronione
Z listy roślin objętych w Polsce ochroną ścisłą, na terenie ogrodu rośnie 37 gatunków:
- Aconitum vulparia
(tojad lisi)
- Anthericum liliago
(pajęcznica liliowata)
- Arctostaphylos uva-ursi
(mącznica lekarska)
- Arnica montana
(arnika górska)
- Asplenium scolopendrium
(zanokcica języcznik)
- Betula pendula var. oycoviensis
(brzoza ojcowska)
- Betula nana
(brzoza karłowata)
- Clematis recta
(powojnik prosty)
- Corydalis pumila
(kokorycz drobna)
- Cytisus albus
(szczodrzeniec zmienny)
- Dictamnus albus
(dyptam jesionolistny)
- Drymocallis rupestris
(pięciornik skalny)
- Euphorbia epithymoides
(wilczomlecz pstry)
- Gentiana cruciata
(goryczka krzyżowa)
- Hacquetia epipactis
(cieszynianka wiosenna)
- Helleborus purpurascens
(ciemiernik czerwonawy)
- Leopoldia comosa
(szafirek miękkolistny)
- Lilium bulbiferum
(lilia bulwkowata)
- Lilium martagon
(lilia złotogłów)
- Linum austriacum
(len austriacki)
- Linum flavum
(len złocisty)
- Melica transsilvanica
(perłówka siedmiogrodzka)
- Osmunda regalis
(długosz królewski)
- Polystichum aculeatum
(paprotnik kolczysty)
- Primula auricula
(pierwiosnek łyszczak)
- Primula farinosa
(pierwiosnek omączony)
- Pulsatilla vulgaris
(sasanka zwyczajna)
- Rhododendron luteum
(różanecznik żółty)
- Rosa gallica
(róża francuska)
- Sempervivum globiferum
(rojownik pospolity)
- Sorbus intermedia
(jarząb szwedzki)
- Sorbus torminalis
(jarząb brekinia)
- Spiraea media
(tawuła średnia)
- Staphylea pinnata
(kłokoczka południowa)
- Stipa capillata
(ostnica włosowata)
- Succisella inflexa
(czarcikęsik Kluka)
- Trollius europaeus
(pełnik europejski)

Z listy roślin objętych w Polsce ochroną częściową, na terenie ogrodu rośnie 28 gatunków:
- Allium angulosum
(czosnek kątowaty)
- Allium ursinum
(czosnek niedźwiedzi)
- Anemone sylvestris
(zawilec wielkokwiatowy)
- Angelica archangelica
(dzięgiel litwor)
- Aquilegia vulgaris
(orlik pospolity)
- Aruncus dioicus
(parzydło leśne)
- Atropa belladonna
(pokrzyk wilcza jagoda)
- Carlina acaulis
(dziewięćsił bezłodygowy)
- Cimicifuga europaea
(pluskwica europejska)
- Colchicum autumnale
(zimowit jesienny)
- Daphne mezereum
(wawrzynek wilczełyko)
- Dianthus barbatus var. compactus
(goździk skupiony)
- Digitalis grandiflora
(naparstnica zwyczajna)
- Galanthus nivalis
(śnieżyczka przebiśnieg)
- Gratiola officinalis
(konitrut błotny)
- Hierochloë odorata
(turówka wonna)
- Hippophaë rhamnoides
(rokitnik zwyczajny)
- Lonicera periclymenum
(wiciokrzew pomorski)
- Matteuccia struthiopteris
(pióropusznik strusi)
- Melittis melissophyllum
(miodownik melisowaty)
- Menyanthes trifoliata
(bobrek trójlistkowy)
- Ononis spinosa
(wilżyna ciernista)
- Pinus cembra
(sosna limba)
- Pinus mugo
(kosodrzewina)
- Primula elatior
(pierwiosnek wyniosły)
- Saxifraga paniculata
(skalnica gronkowa)
- Taxus baccata
(cis pospolity)
- Veratrum album ssp. lobelianum
(ciemiężyca biała)

### Rośliny lecznicze
Nasadzenia taksonów farmakopealnych zajmują w ogrodzie 5000 m². Są wśród nich 183 pozycje:
- Achillea millefolium
(krwawnik pospolity)
- Achillea ptarmica
(krwawnik kichawiec)
- Aconitum napellus
(tojad najmocniejszy)
- Acorus calamus
(tatarak zwyczajny)
- Aesculus hippocastanum
(kasztanowiec pospolity)
- Agrimonia eupatoria
(rzepik pospolity)
- Ajuga genevensis
(dąbrówka kosmata)
- Allium fistulosum
(czosnek dęty)
- Allium schoenoprasum
(czosnek szczypiorek)
- Allium ursinum
(czosnek niedźwiedzi)
- Allium victorialis
(czosnek siatkowaty)
- Aloë ferox
(aloes uzbrojony)
- Angelica archangelica
(dzięgiel litwor)
- Antennaria dioica
(ukwap dwupienny)
- Anthyllis vulneraria ssp. alpestris
(przelot pospolity)
- Aristolochia clematitis
(kokornak powojnikowy)
- Armoracia rusticana
(chrzan pospolity)
- Arnica montana
(arnika górska)
- Aronia melanocarpa
(aronia czarna)
- Artemisia absinthium
(bylica piołun)
- Artemisia dracunculus
(bylica draganek)
- Artemisia pontica
(bylica pontyjska)
- Asparagus officinalis
(szparag lekarski)
- Athyrium filix-femina
(wietlica samicza)
- Atropa belladonna
(pokrzyk wilcza jagoda)
- Ballota nigra
(mierznica czarna)
- Berberis vulgaris
(berberys zwyczajny)
- Bergenia crassifolia
(bergenia grubolistna)
- Betula pendula
(brzoza brodawkowata)
- Betula pubescens
(brzoza omszona)
- Borago officinalis
(ogórecznik lekarski)
- Brassica nigra
(kapusta czarna)
- Calendula officinalis
(nagietek lekarski)
- Callisia fragrans
(złoty wąs)
- Cannabis sativa
(konopie sienne)
- Capsicum annuum
(papryka roczna)
- Carlina acaulis
(dziewięćsił bezłodygowy)
- Carthamus tinctorius
(krokosz barwierski)
- Carum carvi
(kminek zwyczajny)
- Centaurea cyanus
(chaber bławatek)
- Chamaemelum nobile
(rumian rzymski)
- Chenopodium bonus-henricus
(komosa strzałkowata)
- Cichorium intybus
(cykoria podróżnik)
- Cimicifuga europaea
(pluskwica europejska)
- Cimicifuga racemosa
(pluskwica groniasta)
- Colchicum autumnale
(zimowit jesienny)
- Consolida regalis
(ostróżeczka polna)
- Convallaria majalis
(konwalia majowa)
- Coriandrum sativum
(kolendra siewna)
- Crataegus laevigata
(głóg dwuszyjkowy)
- Crataegus monogyna
(głóg jednoszyjkowy)
- Curcuma longa
(ostryż długi)
- Cydonia oblonga
(pigwa pospolita)
- Cynoglossum officinale
(ostrzeń pospolity)
- Datura stramonium
(bieluń dziędzierzawa)
- Dictamnus albus
(dyptam jesionolistny)
- Digitalis grandiflora
(naparstnica zwyczajna)
- Digitalis lanata
(naparstnica wełnista)
- Digitalis purpurea
(naparstnica purpurowa)
- Dipsacus fullonum
(szczeć pospolita)
- Dryopteris filix-mas
(narecznica samcza)
- Echinacea purpurea
(jeżówka purpurowa)
- Fagopyrum esculentum
(gryka zwyczajna)
- Fagus sylvatica
(buk zwyczajny)
- Filipendula ulmaria
(wiązówka błotna)
- Filipendula vulgaris
(wiązówka bulwkowa)
- Fragaria vesca
(poziomka pospolita)
- Frangula alnus
(kruszyna pospolita)
- Fraxinus excelsior
(jesion wyniosły)
- Galanthus nivalis
(śnieżyczka przebiśnieg)
- Galega officinalis
(rutwica lekarska)
- Galium odoratum
(przytulia wonna)
- Gentiana cruciata
(goryczka krzyżowa)
- Geranium macrorrhizum
(bodziszek korzeniasty)
- Geum rivale
(kuklik zwisły)
- Geum urbanum
(kuklik pospolity)
- Ginkgo biloba
(miłorząb dwuklapowy)
- Gratiola officinalis
(konitrut błotny)
- Hedera helix
(bluszcz pospolity)
- Helleborus niger
(ciemiernik biały)
- Hepatica nobilis
(przylaszczka pospolita)
- Herniaria glabra
(połonicznik nagi)
- Hierochloë odorata
(turówka wonna)
- Hippophaë rhamnoides
(rokitnik zwyczajny)
- Humulus lupulus
(chmiel zwyczajny)
- Hyoscyamus niger
(lulek czarny)
- Hypericum perforatum
(dziurawiec zwyczajny)
- Hyssopus officinalis
(hyzop lekarski)
- Ilex aquifolium
(ostrokrzew kolczasty)
- Inula helenium
(oman wielki)
- Iris × germanica
(kosacieć bródkowy)
- Iris pseudacorus
(kosacieć żółty)
- Juglans regia
(orzech włoski)
- Juniperus communis
(jałowiec pospolity)
- Juniperus sabina ‘Tamariscifolia’
(jałowiec sabiński)
- Knautia arvensis
(świeżbnica polna)
- Lamium album
(jasnota biała)
- Larix decidua
(modrzew europejski)
- Larix decidua var. polonica
(modrzew polski)
- Leonurus cardiaca
(serdecznik pospolity)
- Lilium bulbiferum
(lilia bulwkowata)
- Lilium martagon
(lilia złotogłów)
- Lycopus europaeus
(karbieniec pospolity)
- Malus domestica
(jabłoń domowa)
- Malva sylvestris
(ślaz dziki)
- Marrubium vulgare
(szanta zwyczajna)
- Melilotus albus
(nostrzyk biały)
- Melilotus officinalis
(nostrzyk żółty)
- Melissa officinalis
(melisa lekarska)
- Melittis melissophyllum
(miodownik melisowaty)
- Menyanthes trifoliata
(bobrek trójlistkowy)
- Nepeta cataria
(kocimiętka właściwa)
- Ocimum basilicum
(bazylia pospolita)
- Olea europaea
(oliwka europejska)
- Ononis spinosa
(wilżyna ciernista)
- Origanum vulgare
(lebiodka pospolita)
- Paeonia officinalis ssp. officinalis
(piwonia lekarska)
- Papaver somniferum
(mak lekarski)
- Parietaria officinalis
(parietaria lekarska)
- Pimpinella saxifraga
(biedrzeniec mniejszy)
- Pinus sylvestris 
(sosna zwyczajna)
- Plantago lanceolata
(babka lancetowata)
- Polygonatum multiflorum
(kokoryczka wielokwiatowa)
- Polygonatum odoratum
(kokoryczka wonna)
- Polypodium vulgare
(paprotka zwyczajna)
- Populus nigra
(topola czarna)
- Potentilla erecta
(pięciornik kurze ziele)
- Primula elatior
(pierwiosnek wyniosły)
- Primula veris
(pierwiosnek lekarski)
- Prunella vulgaris
(głowienka pospolita)
- Pulmonaria officinalis
(miodunka plamista)
- Pulsatilla vulgaris
(sasanka zwyczajna)
- Quercus robur
(dąb szypułkowy)
- Rhamnus cathartica
(szakłak pospolity)
- Rheum rhaponticum
(rabarbar ogrodowy)
- Rhodiola rosea
(różeniec górski)
- Robinia pseudoacacia
(robinia akacjowa)
- Rosa canina
(róża dzika)
- Rosa rugosa
(róża pomarszczona)
- Rosmarinus officinalis
(rozmaryn lekarski)
- Rubia tinctorum
(marzana barwierska)
- Rudbeckia laciniata
(rudbekia naga)
- Ruta graveolens
(ruta zwyczajna)
- Salix alba
(wierzba biała)
- Salvia officinalis
(szałwia lekarska)
- Sambucus nigra
(bez czarny)
- Sanguisorba officinalis
(krwiściąg lekarski)
- Sanicula europaea
(żankiel zwyczajny)
- Saponaria officinalis
(mydlnica lekarska)
- Satureja hortensis
(cząber ogrodowy)
- Scabiosa columbaria
(driakiew gołębia)
- Scabiosa ochroleuca
(driakiew żółta)
- Schisandra chinensis
(cytryniec chiński)
- Scrophularia nodosa
(trędownik bulwiasty)
- Scutellaria altissima
(tarczyca wyniosła)
- Sedum album
(rozchodnik biały)
- Sempervivum tectorum var. tectorum
(rojnik murowy)
- Silybum marianum
(ostropest plamisty)
- Sinapis alba
(gorczyca biała)
- Solanum dulcamara
(psianka słodkogórz)
- Sorbus aucuparia
(jarząb pospolity)
- Sorbus torminalis
(jarząb brekinia)
- Stachys officinalis
(bukwica zwyczajna)
- Tanacetum parthenium
(wrotycz maruna)
- Tanacetum vulgare
(wrotycz pospolity)
- Taxus baccata
(cis pospolity)
- Teucrium scorodonia ‘Crispum’
(ożanka nierównoząbkowa)
- Thymus vulgaris
(macierzanka tymianek)
- Tilia cordata
(lipa drobnolistna)
- Trigonella foenum-graecum
(kozieradka pospolita)
- Trollius europaeus
(pełnik europejski)
- Tropaeolum majus
(nasturcja większa)
- Valeriana officinalis
(kozłek lekarski)
- Veratrum album ssp. lobelianum
(ciemiężyca biała)
- Verbena officinalis
(werbena pospolita)
- Veronica officinalis
(przetacznik leśny)
- Viburnum lantana
(kalina hordowina)
- Viburnum opulus
(kalina koralowa)
- Vincetoxicum hirundinaria
(ciemiężyk białkokwiatowy)
- Viola odorata
(fiołek wonny)
- Viola tricolor
(fiołek trójbarwny)
- Viscum album
(jemioła pospolita)
- Zingiber officinale
(imbir lekarski)